# Люджанский сельский совет
Люджанский сельский совет (укр. Люджанська сільська рада) — входит в состав
Тростянецкого района
Сумской области
Украины.
Административный центр сельского совета находится в 
с. Люджа.

## Населённые пункты совета
- с. Люджа